# Formigny
Formigny é uma ex-comuna francesa na região administrativa da Normandia, no departamento de Calvados. Estendeu-se por uma área de 10,86 km². Em 2010 a comuna tinha 748 habitantes (densidade: 68,9 hab./km²).
Em 1 de janeiro de 2017 foi fundida com as comunas de Aignerville, Écrammeville e Louvières para a criação da nova comuna de Formigny La Bataille.

## História
- 15 de abril de 1450: Batalha de Formigny